# Amadís Waleský

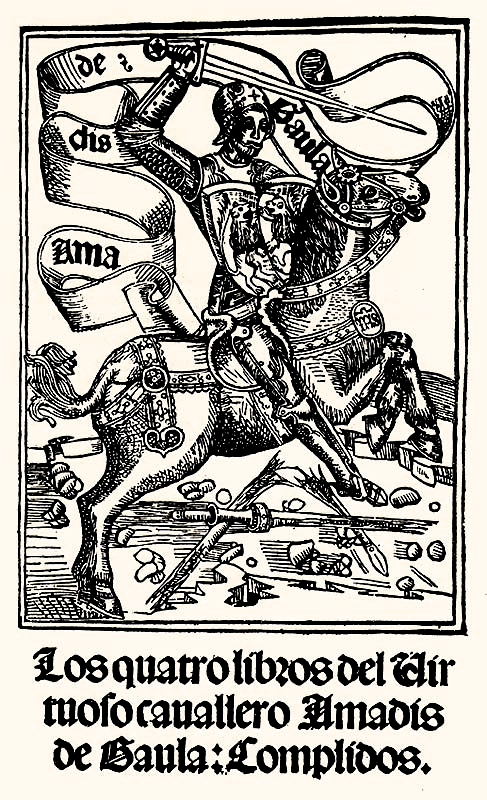
Amadís de Gaula, španělské vydání z roku 1508.

Amadís Waleský nebo také Amadis Waleský (Amadís de Gaula) je španělský rytířský román, jehož vznik lze datovat již do 14. století (a podle některých badatelů již do 13. století).

## Vznik románu
Otázka vzniku tohoto rytířského románu není doposud uspokojivě objasněna. Má se za to, že pověst o Amadisovi vznikla ve Velké Británii, odtud se dostala do severní Francie (do Pikardie) a posléze do Portugalska, kde z ní vytvořil prozaický rytířský román jinak neznámý Vasco de Lobeyra († 1403, dle jiných již 1325). Někteří badatelé kladou počátky tohoto románu dokonce již do 13. století a za prvního jeho autora považují portugalského trubadúra João Lobeiru (asi 1233–1285), jehož text Vasco de Lobeyra (zřejmě jeho potomek) dále rozvíjel.
Z portugalského textu pak vycházel autor první dochované verze románu Španěl Garci Rodríguez de Montalvo (asi 1450 – asi 1505). V letech 1480 až 1492 sepsal o Amadisovi čtyři knihy, z nichž první tři převzal (pravděpodobně s určitými úpravami) a čtvrtou vytvořil sám. První známé vydání jeho Amadise s názvem Los cuatro libros del virtuoso caballero Amadís de Gaula je z roku 1508 ze Zaragozy, ale román zřejmě vyšel již dříve.

## Obsah románu
Vyprávění se odehrává v blíže neurčené době, zhruba v prvním století našeho letopočtu a slouží k ilustraci rytířských ctností, jako je statečnost, dvornost, ideální láska a vytrvalá věrnost k vysněné ženě. Amadis se narodil jako nelegitimní syn galského krále Periona a bretonské princezny Eliseny a byl v kolébce vhozen do moře. Po zázračném zachránění byl vychován na skotském dvoře a nakonec uznán svými rodiči, kteří mezitím uzavřeli sňatek. Milostnou linii románu pak tvoří Amadisova láska k Orianě, dceři anglického krále Lisuarta, od níž jej neustále odlučuje jeho rytířský způsob života.
Román sice navazuje na tradici předcházejících středověkých rytířských románů (například na starofrancouzská díla Chrétiena de Troyes), se kterými jej spojuje kromě kompozice tvořené řetězem dobrodružství také typické postavy (potulný rytíř, poustevník, ztracená panna), prostředí (kouzelný hrad, tajemný les) a řada dalších motivů (tajemný původ hrdiny, šílenství z lásky atp.), ale postrádá jejich tragickou kolizi, motiv osudovosti lásky i snahu řešit hluboké etické problémy. Amadis nic nehledá a nijak se nevyvíjí, to, co ho žene z místa na místo, je především touha po dobrodružství, která jsou však převážně fantastická, neboť bojuje nejen se zlými rytíři a římským císařem, ale především s čarodějníky, draky, obry a obludami všeho druhu. Představuje tak přepjatý rytířský ideál v době, kdy byl již překonán, a ten se proto mnohdy jeví až jako manýra. Román má proto většinou charakter pouhého napínavého vyprávění a je vlastně reminiscencí a snem o ztraceném světě rytířství. Moment věčného neklidu, štvoucího hrdinu z místa na místo, a náznak analýzy hlubokého milostného citu jsou však důvodem, proč bývá označován za prototyp moderního románu.
Román měl ve své době díky velké napínavosti děje okamžitě obrovský úspěch a získal velkou proslulost. Dočkal se jednak celé řady dalších vydání a také mnoha překladů a pokračování, až se nakonec rozrostl v románový cyklus obsahující celkem dvacet čtyři knih. Rytířská tematika, která se ale s amadisovským kultem vrátila do Evropy s již proměněnou sociální realitou, působila často až exoticky a stala se proto později terčem parodie v Cervantesově románu Důmyslný rytíř Don Quijote de la Mancha (dva díly, 1605, 1615).

## Vývoj románového cyklu

### Španělská pokračování cyklu
- Samotný Garci Rodríguez de Montalvo je autorem páté knihy s názvem Las sergas de Esplandián (1492),[2] která vypráví o osudech Amadisova syna. První známé vydání této knihy je ze Sevilly z roku 1510, ale i zde je pravděpodobné, že kniha vyšla již dříve.
- Šestou knihu Florisando o Amadisově nevlastním bratrovi vytvořil a roku 1510 v Salamance vydal Ruy de Ribera Páez (narozen mezi lety 1460 až 1470).
- Sedmá a osmá kniha, líčící dobrodružství Esplandiánova syna a Amadisova vnuka Lisuarta, nese název Lisuarte de Grecia (Lisuarte Řecký), každá má však jiného autora: sedmou vydal roku 1514 v Seville Feliciano de Silva (1480 nebo 1492 – 1554) a její pokračování roku 1525 rovněž v Seville jakýsi Juan Díaz.
- Devátá, desátá a jedenáctá kniha, zabývající se osudy Lisuartových potomků, je opět od Feliciana de Silvy:
  - Amadis de Grecia (1530, Amadis Řecký) je o Lisuartově synovi,
  - Don Frorisel de Niquea (dva díly, 1532 a 1551) je o synovi Amadise Řeckého,
  - Rogel de Grecia (1535) je o synovi Frorisela,
- Dvanáctou knihu Silves de la Selva (1546) o nemanželském synovi Amadise Řeckého, ve které rovněž pokračují dobrodružství jeho synovce Rogela de Grecia a jeho syna Esferamundiho de Grecia, napsal jakýsi Pedro de Luján.

### Vývoj cyklu mimo Španělsko
Protože byl španělský románový cyklus překládán po celé západní Evropě, vznikala jeho pokračování i v jiných zemích:
- V Itálii pokračoval cyklus knihou Esferamundi de Grecia, kterou publikoval v šesti částech v letech 1558 až 1565 anconský spisovatel Mambrino Roseo da Fabriano (zemřel mezi roky 1573 až 1580). Tyto části jsou považovány za třináctý až osmnáctý díl cyklu.
- V Německu vznikly v letech 1594–1595 další tři knihy (devatenáctá až dvacátá první).
- Dvaceti čtyř svazků dosáhl Amadis ve francouzském překladu (první díl byl přeložen již roku 1540), protože francouzští překladatelé nerespektovali původní rozdělení cyklu.

## Operní adaptace
- Jean-Baptiste Lully: Amadis (1684),
- Georg Friedrich Händel: Amadigi di Gaula (1715),
- Johann Christian Bach: Amadis de Gaule (1779),
- Jules Massenet: Amadis (uvedeno posmrtně 1922).

## Česká vydání
- Příběhy chrabrého rytíře Amadise Waleského, Odeon, Praha 1974, přeložil Luděk Kult, vydání obsahuje první tři nejstarší a nejautentičtější knihy Montalvova zpracování.